# Anoba lunifera
Anoba lunifera là một loài bướm đêm trong họ Erebidae.